# 國立斯洛維尼亞博物館

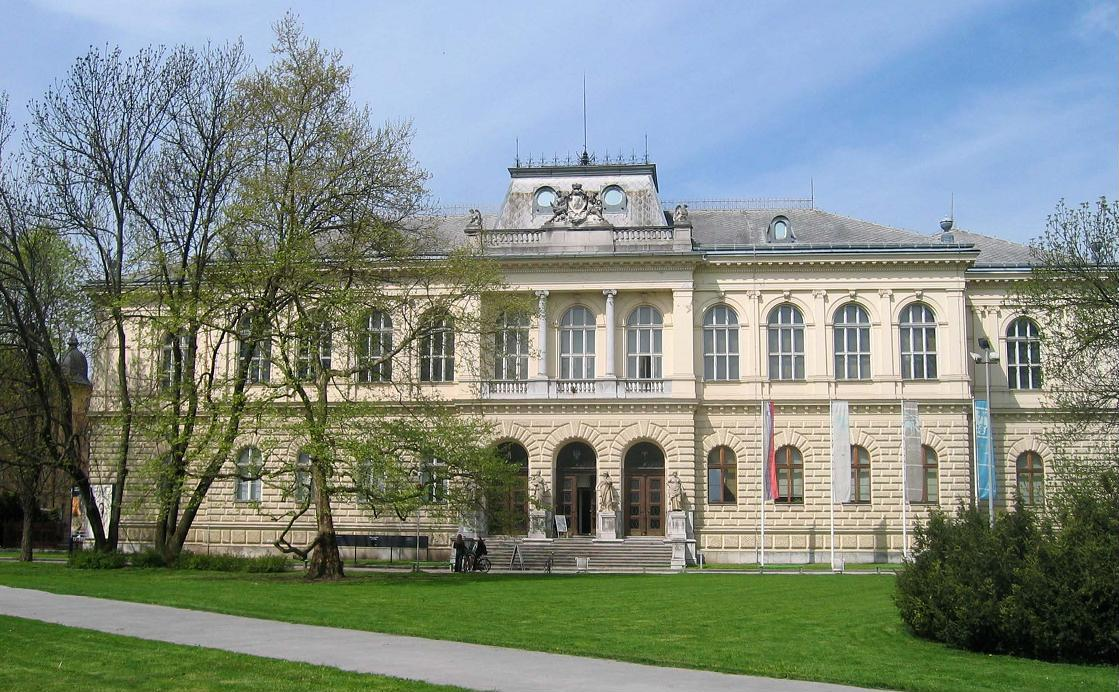
斯洛文尼亚国家博物馆

國立斯洛維尼亞博物館是位於斯洛維尼亞首都盧比安納的一座博物館，地處蒂沃利城市公園之內。國立斯洛維尼亞博物館主要收藏考古文物、古錢幣和紙幣、應用藝術的藏品。

## 外部連結
- Ljubljana.info - National Museum（页面存档备份，存于）